# Număr Fourier
În transmiterea căldurii numărul Fourier (Fo) este o mărime adimensională, numit după fizicianul francez Joseph Fourier, definit ca raportul dintre timp, {\displaystyle \tau ,} și o scală de timp caracteristică pentru difuzia căldurii,{\displaystyle \tau _{d}.} Scala de timp pentru difuzie caracterizează timpul necesar pentru difuzia căldurii la distanță, {\displaystyle L}. Pentru un mediu cu difuzivitate termică, {\displaystyle a}, această scală de timp este {\displaystyle \tau _{d}=L^{2}/a,} astfel încât numărul Fourier este {\displaystyle {\frac {\tau }{\tau _{d}}}={\frac {a\tau }{L^{2}}}}. Numărul Fourier este adesea notat ca {\displaystyle \mathrm {Fo} } sau {\displaystyle \mathrm {Fo} _{L}.}
Numărul Fourier poate fi utilizat și în studiul difuziei moleculare, în care difuzivitatea termică este înlocuită de difuzivitatea moleculară.
Numărul Fourier este utilizat în analiza fenomenelor de transport dependente de timp, în general în conjuncție cu numărul Biot dacă este prezentă convecția. Numărul Fourier apare în mod natural în adimensionalizarea ecuației propagării căldurii.

## Definiție
Definiția generală a numărului Fourier, Fo, este:
{\displaystyle \mathrm {Fo} ={\frac {\text{timp}}{\text{scala de timp pentru difuzie}}}={\frac {\tau }{\tau _{d}}}}
Pentru difuzia căldurii cu o scală de lungime caracteristică {\displaystyle L} într-un mediu cu difuzivitate termică {\displaystyle a}, scala de timp a difuziei este {\displaystyle \tau _{d}=L^{2}/a}, ca urmare
{\displaystyle \mathrm {Fo} _{L}={\frac {a\tau }{L^{2}}}}
unde:
- {\displaystyle a} este difuzivitatea termică, [m2/s]
- {\displaystyle \tau } este timpul, [s],
- {\displaystyle L} este lungimea caracteristică de-a lungul căreia acționează conducția, [m].

### Interpretarea numărului Fourier
Fie o conducție termică tranzitorie într-o placă cu grosimea L care inițial se află la o temperatură uniformă, {\displaystyle t_{0}.} O parte a plăcii este încălzită la o temperatură mai mare, {\displaystyle t_{c}>t_{0},} la momentul {\displaystyle \tau =0\,.} Cealaltă parte este adiabatică. Timpul necesar pentru ca cealaltă parte a obiectului să prezinte o schimbare semnificativă de temperatură este timpul de difuzie, {\displaystyle \tau _{d}.}
Când {\displaystyle \mathrm {Fo} \ll 1,} nu a trecut suficient timp pentru ca cealaltă parte să își modifice temperatura. În acest caz, o schimbare semnificativă de temperatură are loc doar în apropierea părții încălzite, iar cea mai mare parte a plăcii rămâne la temperatura {\displaystyle t_{0}\,.}
Când {\displaystyle \mathrm {Fo} \cong 1,} are loc o schimbare semnificativă de temperatură în toată grosimea {\displaystyle L.} Nicio parte a plăcii nu rămâne la temperatura {\displaystyle t_{0}\,.}
Când {\displaystyle \mathrm {Fo} \gg 1,} a trecut suficient timp pentru ca placa să atingă starea staționară. Întreaga placă se apropie de temperatura {\displaystyle t_{c}.}

## Obținere și folosire
Numărul Fourier poate fi obținut prin adimensionalizarea ecuației propagării căldurii dependentă de timp. De exemplu, fie o tijă de lungime {\displaystyle L} care este încălzită de la o temperatură inițială {\displaystyle t_{0}} prin impunerea unei surse de căldură cu temperatura {\displaystyle t_{L}>t_{0}} la momentul {\displaystyle \tau =0} și poziția {\displaystyle x=L} (cu {\displaystyle x} de-a lungul axei tijei). Se pormește de la ecuația unidimensională a propagării căldurii în direcția {\displaystyle x}:
{\displaystyle {\frac {\partial T}{\partial \tau }}=a{\frac {\partial ^{2}T}{\partial x^{2}}}}
unde {\displaystyle T} este temperatura în {\displaystyle 0<x<L} și la {\displaystyle \tau >0\,.} Ecuația diferențială poate fi scalată într-o formă adimensională. O temperatură adimensională poate fi definită ca {\displaystyle \Theta =(T-T_{L})/(T_{0}-T_{L})=(t-t_{L})/(t_{0}-t_{L}),} iar ecuația poate fi împărțită cu {\displaystyle a/L^{2}}: 
{\displaystyle {\frac {\partial \Theta }{\partial (a\tau /L^{2})}}={\frac {\partial ^{2}\Theta }{\partial (x/L)^{2}}}}
Variabila de timp adimensională rezultată este numărul Fourier, {\displaystyle \mathrm {Fo} _{L}=a\tau /L^{2}}. Scala de timp caracteristică pentru difuzie, {\displaystyle \tau _{d}=L^{2}/a}, provine direct din această scalare a ecuației propagării căldurii.
Numărul Fourier este frecvent utilizat ca timp adimensional în studierea conducției termice tranzitorii în solide. Un al doilea parametru, numărul Biot, apare în adimensionalizare atunci când ecuației propagării căldurii îi sunt aplicate condiții la limită convective. Împreună, numărul Fourier și numărul Biot determină distribuția temperaturii într-un solid supus încălzirii sau răcirii prin convecție.

## Aplicarea la difuzia moleculară
Un număr Fourier analog poate fi obținut din adimensionalizarea celei de a doua legi a lui Fick. Rezultatul este un număr Fourier pentru transportul de masă, {\displaystyle \mathrm {Fo} _{m}} definit ca:
{\displaystyle \mathrm {Fo} _{m}={\frac {D\tau }{L^{2}}}}
unde:
{\displaystyle \mathrm {Fo} _{m}} este numărul Fourier pentru transportul de masă, [-],
{\displaystyle D} este difuzivitatea masică, [m2/s],
{\displaystyle \tau } este timpul, [s],
{\displaystyle L} este lungimea caracteristică în direcția care prezintă interes, [m].
Numărul Fourier al transportului de masă poate fi folosit la studiul anumitor probleme de difuzie a masei dependente de timp.